# Global Classroom
Global Classroom Partnership je mezinárodní partnerství škol. Počátky spolupráce se datují až do roku 1989, ale projekt samotný oficiálně započal až roku 1996. Jedná se o jedno z největších dlouhodobých mezinárodních partnerství škol ve světě. 

## Global Classroom konference
Od roku 1997 každoročně malé skupiny deseti nebo dvanácti studentů všech partnerských škol sdílejí informace a ideje skrze Global Classrom webovou stránku a připravují se na konferenci organizovanou jednou ze škol; školy pořádající konferenci se střídají rotačním systémem. Rodiny studentů a vyučujících nabízejí poskytování ubytování účastníkům z cizích zemí. Náplní konference je prezentace dlouho připravovaných témat, prací a vystoupení a také ukázka kultury a významných míst země hostující školy.
Seznam míst konání konferencí:
- 1997- GC konference Shetlandské ostrovy, Spojené království
- 1998- GC konference Ånge, Švédsko
- 1999- GC konference Kapské Město, Jihoafrická republika
- 2000- GC konference Nara, Japonsko
- 2001- GC konference Diepholz, Německo
- 2002- GC konference Gymnázium Zlín- Lesní čtvrť, Česko
- 2003- GC konference Shetlandské ostrovy, Spojené království
- 2004- GC konference Ånge, Švédsko
- 2005- GC konference Kapské Město, Jihoafrická republika
- 2006- GC konference Nara, Japonsko
- 2007- GC konference Diepholz, Německo
- 2008- GC konference Gymnázium Zlín- Lesní čtvrť, Česko
- 2009- GC konference Shetlandské ostrovy, Spojené království
- 2010- GC konference Ridgewood, , New Jersey, Spojené státy americké
- 2011- GC konference Ånge, Švédsko
- 2012- GC konference Kapské Město, Jihoafrická republika
- 2013- GC konference Diepholz, Německo
- 2014- GC konference Gymnázium Zlín- Lesní čtvrť, Česko
- 2015- GC konference Shetlandské ostrovy, Spojené království
- 2016- GC konference Ridgewood, New Jersey, Spojené státy americké
- 2017- GC konference Canberra, Austrálie

Pouze hlavní školy se účastní konferencí, výjimečně jsou pozvány i ostatní školy jako hosté.